# Betaxolol
Betaxolol (INN) ist ein Arzneistoff aus der Gruppe der selektiven Betablocker, ist mäßig lipophil und langwirksam. Betaxolol wird verwendet, um den Augeninnendruck oder den Blutdruck zu senken, und wurde in Studien zu Angststörungen und Akathisie untersucht.

## Pharmakologie
Bei Betaxolol handelt es sich um einen lipophilen Betablocker, der vorwiegend β1-Adrenozeptoren blockt und nur im vernachlässigbaren Bereich die β2-Adrenozeptoren. Daher gehört Betaxolol zu den β1-selektiven-Blockern. Die Halbwertzeit im Körper beträgt 18 Stunden, für ältere Patienten kann diese Zeit um bis zu 100 % ansteigen. Betaxolol wird entweder okular oder oral aufgenommen. Es gehört deshalb zu den topischen als auch systemischen Arzneimitteln. Der Abbau erfolgt über die Leber, in der es chemisch umgesetzt wird. Anschließend leiten die Nieren die entstanden Abfallprodukte zur Entsorgung in den Urin.

## Medizinische Verwendung
Betaxolol wird bei der Behandlung von okulärer Hypertonie oder Glaukom verwendet. Betaxolol ist in der Wirksamkeit mit Timolol vergleichbar und liegt bei einer Druckverringerung von 13 bis 30 %.
Ein weiteres Anwendungsgebiet ist die Behandlung einer leichten bis mittelschweren Hypertonie (Bluthochdruck). Durch orale Verabreichung kann der Blutdruck um ca. 15 mmHg gesenkt werden. Eine übliche Dosis liegt zwischen 10 und 20 mg täglich, dabei ist die Wirksamkeit mit Atenolol vergleichbar.
Betaxolol wurde in Studien zu Angststörungen untersucht. Bei Patienten mit generalisierter Angststörung, Panikstörung oder Anpassungsstörung führte die Gabe von Betaxolol zu raschen Verbesserungen. Panikattacken verschwanden bei allen Betroffenen innerhalb von zwei Tagen. 85 % der ambulanten und 100 % der stationären Patienten erreichten eine Reduktion der Symptome auf einen leichten Schweregrad oder weniger. Verbesserungen zeigten sich auch bei langjähriger Erkrankung und komorbider zwanghafter Persönlichkeitsstörung. Vorläufige Beobachtungen deuten auf ähnliche Effekte bei posttraumatischer Belastungsstörung hin. Frühe Studien dazu untersuchten nur Betablocker, die entweder nur kurzwirksam sind oder nicht lipophil sind und dadurch nicht ins Gehirn gelangen.
Einige Betablocker gelten als wirksam bei der Behandlung neuroleptika-induzierter Akathisie. In einer Studie dazu erhielten Patienten drei verschiedene Betablocker – Betaxolol, Propranolol (beide lipophil) und Sotalol (hydrophil). Die Wirksamkeit von Betaxolol und Propranolol sowie das Versagen von Sotalol bei der Behandlung legen einen zentralen Wirkmechanismus nahe. In einer anderen Studie wurden die Wirkungen von Betaxolol (β1-selektiv) und Propranolol (nichtselektiv) verglichen, um festzustellen, ob eine zentrale β1-Adrenozeptorblockade für eine Verbesserung ausreicht. Da dabei kein signifikanter Unterschied festgestellt wurde, ist es naheliegend, dass für eine Verbesserung von neuroleptisch induzierter Akathisie die Blockade des β1-Adrenozeptors ausreicht.

## Handelsnamen
Handelsnamen im deutschsprachigen Raum sind: 
- Augentropfen: Betoptima, Betoptic
- Tabletten: Lokren, Kerlone

## Geschichte
Betaxolol wurde 1975 patentiert und gehört zu den ersten selektiven β₁‑Betablockern, die entwickelt wurden, um die Nebenwirkungen älterer, unspezifischer Betablocker zu reduzieren. Die Substanz wurde 1983 in den USA zur oralen Behandlung von Bluthochdruck zugelassen. Ab 1985 folgte die Zulassung als Augentropfen zur Behandlung des Glaukoms. Die Entwicklung von Betaxolol zielte darauf ab, β₁-Selektivität mit guter Verträglichkeit zu kombinieren.

## Chemische Eigenschaften
Betaxolol enthält ein Stereozentrum und besteht aus zwei Enantiomeren. Hierbei handelt es sich um ein Racemat, also um ein 1:1-Gemisch aus (R)- und (S)-Form:
| Enantiomere von Betaxolol | Enantiomere von Betaxolol |
| ------------------------- | ------------------------- |
| (R)-Betaxolol             | (S)-Betaxolol             |